# Friedrich Schottky
Pour les articles homonymes, voir Schottky.
Friedrich Hermann Schottky (24 juillet 1851 - 12 août 1935) est un mathématicien allemand qui travaille sur les fonctions elliptiques, abéliennes et thêta et introduit les groupes de Schottky et le théorème de Schottky. Il est né à Breslau, province de Silésie et mort à Berlin.
Il est également le père de Walter Schottky, physicien allemand et inventeur de divers concepts de Semi-conducteurs.